# 'A CUBE' FOR SEASON WHITE
〈'A CUBE' FOR SEASON # WHITE〉은 4계절을 테마로 한 'A CUBE' FOR SEASON 프로젝트의 두 번째 싱글이며, 2013년 1월 13일에 발매된 싱글이며, 비스트의 장현승과 에이핑크의 정은지, 김남주가 컬래버레이션으로 불렀다.

## 개요
- 겨울을 테마로 한 음반이다.[1]

## 수록곡
- 전체 작사 · 작곡: 신사동 호랭이, 라도
- 전체 편곡: 라도

1. 일년전에
2. 일년전에 (Inst.)